# Epidolops ameghinoi
L'epidolope (Epidolops ameghinoi) è un mammifero marsupiale estinto, appartenente ai polidolopoidi. Visse tra il Paleocene superiore e l'Eocene inferiore (circa 58 - 53 milioni di anni fa) e i suoi resti fossili sono stati ritrovati in Sudamerica.

## Descrizione
Questo animale doveva avere la taglia di uno scoiattolo nordamericano (Sciurus carolinensis) o forse di un opossum striato (Dactylopsila trivirgata); il cranio era lungo circa 6 centimetri e l'intero animale diveva raggiungere i 30 centimetri di lunghezza esclusa la coda. Si suppone che Epidolops potesse pesare circa 500 - 600 grammi. 
Epidolops era un piccolo marsupiale vagamente simile a un opossum, ma dotato di specializzazioni dentarie ben differenti. Come i suoi stretti parenti polidolopoidi, infatti, Epidolops era dotato di un paio di premolari molto grandi, compressi lateralmente e seghettati all'apice, sia nella mascella che nella mandibola; questo tipo di denti, detti plagiaulacoidi, si riscontrano attualmente solo in alcuni marsupiali australiani (che tuttavia ne sono provvisti solo nella mandibola). Il resto della dentatura di Epidolops richiamava quella del già citato opossum striato o quella dell'aye-aye (Daubentonia madagascariensis), con molari piccoli e dotati di cuspidi basse. 

## Classificazione
Epidolops ameghinoi venne descritto per la prima volta da Carlos de Paula Couto nel 1952, sulla base di resti fossili ritrovati nel ben noto giacimento di Itaboraì in Brasile, risalente alla fine del Paleocene o all'inizio dell'Eocene. Altri fossili attribuiti al genere Epidolops sono stati poi ritrovati nella provincia di Chubut in Argentina, in terreni probabilmente risalenti al Paleocene superiore. 
Epidolops è considerato un rappresentante arcaico del gruppo dei polidolopoidi, marsupiali tipici dell'inizio del Cenozoico e caratterizzati da premolari plagiaulacoidi. Epidolops sembrerebbe essere una forma piuttosto basale, forse affine a Bonapartherium. 

## Paleoecologia
Probabilmente Epidolops era un animale notturno o crepuscolare, che si spostava sugli alberi e si nutriva di larve di insetti e frutta. Sembra che la sua peculiare dentatura fosse correlata non con una dieta specializzata, ma con una dieta onnivora. È inoltre possibile che, come l'opossum striato e l'aye-aye dotati di dentatura simile, anche Epidolops fosse dotato di lunghe dita sottili e artigliate con cui estrarre larve dai tronchi e dai rami degli alberi.